# Aurel Billstein
Aurel Billstein (* 29. August 1901 in Krefeld; † 12. Februar 1996 ebenda) war ein deutscher Politiker (KPD).

## Leben

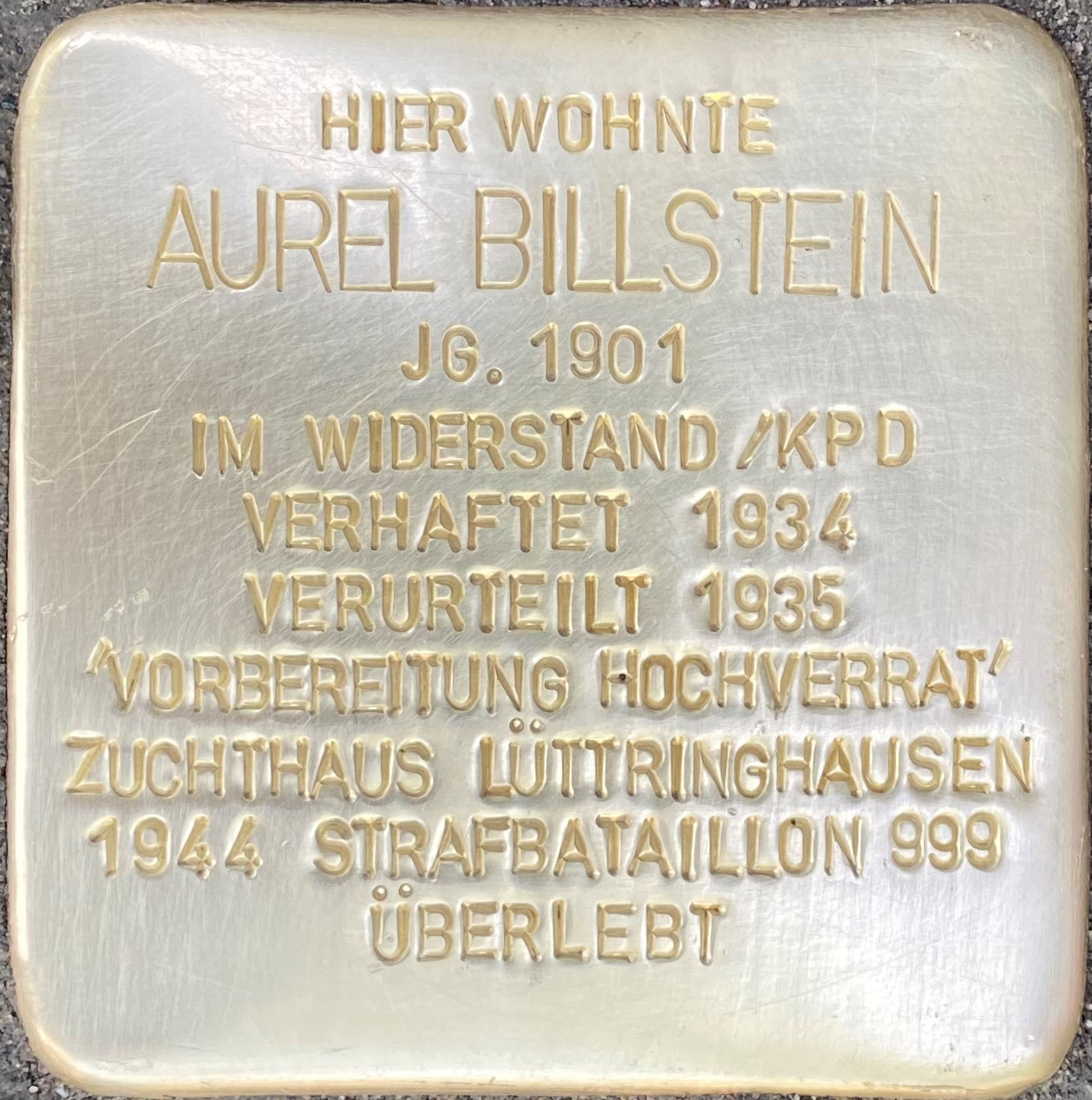
Stolperstein für Aurel Billstein (Gladbacher Straße 165, Krefeld)

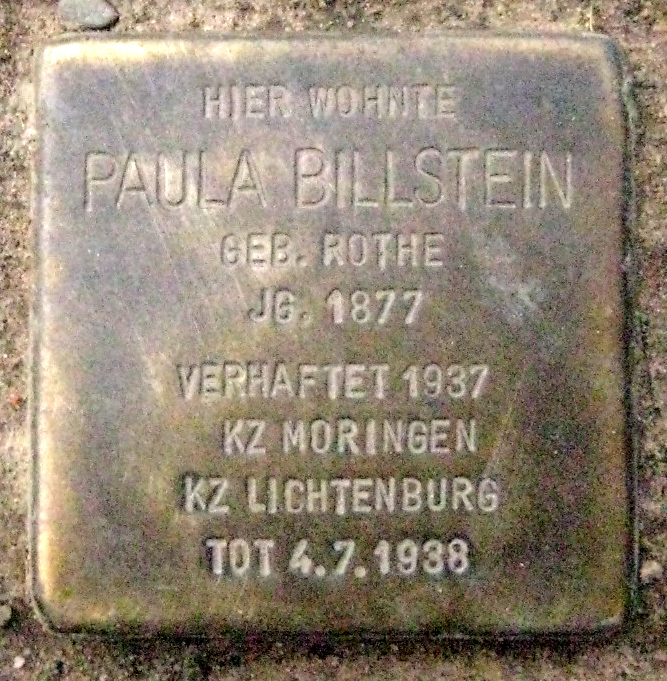
Stolperstein für die Mutter Paula Billstein (Ritterstraße 189, Krefeld)

Aurel Billstein war der Sohn von Wilhelm Billstein und seiner Ehefrau Paula (geborene Rothe). Er hatte eine ältere Schwester (Josefine) und einen jüngeren Bruder (Wilhelm). Der Vater arbeitete als Packer und Zeitungsbote. Seine Mutter Paula war von 1924 bis 1933 Stadtverordnete für die Kommunisten (KPD). Schon früh kam Aurel in Kontakt mit dem Milieu der Arbeiterbewegung in Krefeld. Auch Aurel Billstein, inzwischen ausgebildeter Schlosser und seit 1919 Mitglied des Deutschen Metallarbeiter-Verbandes (DMV), engagierte sich in der Kommunalpolitik.
Das fand 1933 mit der Machtergreifung durch die Nationalsozialisten ein abruptes Ende. Zur Sicherung ihrer frisch gewonnenen Macht schalteten diese alle politischen Gegner, allen voran die Kommunisten, schrittweise aus. Aurel Billstein wurde verhaftet und ins KZ Sonnenburg gebracht.
Kurz nach seiner Entlassung nahm Billstein seine mittlerweile verbotene Tätigkeit für die KPD wieder auf, die Organisation wurde jedoch durch einen Spitzel enttarnt. In einem Schauprozess wurde Billstein 1934 zu sieben Jahren Zuchthaus verurteilt. Während der Haft hielt er durch Briefe den Kontakt zu seiner Familie. Paula Billstein versuchte, ihren Sohn zu ermutigen, was das Missfallen des Zensors erregte und zu ihrer Verhaftung führte. Sie wurden in den Frauenkonzentrationslagern Moringen und Lichtenburg festgehalten und starb wenige Tage nach ihrer Entlassung.
Gegen Ende des Krieges wurde Aurel Billstein noch zur Strafdivision 999 eingezogen. Er geriet in sowjetische Kriegsgefangenschaft. Erst 1947 nach Krefeld zurückgekehrt, engagierte er sich sofort wieder für die KPD und war für diese Partei von 1948 bis 1952 im Rat der Stadt Krefeld. Nach dem Verbot der Partei 1956 konzentrierte er seine politische Arbeit auf die Gewerkschaft und die IG Metall. Besondere Anliegen waren ihm die Einheit der Arbeiterbewegung und die Zusammenarbeit mit allen, die bereit waren, sich gegen den Rechtsextremismus zu stellen. Er wollte speziell die Jugend vor dem Faschismus warnen.
Als Aurel Billstein Rentner wurde, fand er eine neue Aufgabe in der Aufarbeitung der Geschichte des Nationalsozialismus in Krefeld. Als Erster wertete er die Akten der Krefelder Gestapo aus. Es erschien eine Reihe von Aufklärungsschriften. Über Jahre hinweg setzte er sich für ein Mahnmal für die Opfer des Nationalsozialismus ein. Die Erfolge dieser Arbeit, unter anderem das Mahnmal mit den Namen der Opfer der politischen Verfolgung auf dem Hauptfriedhof an der Heideckstraße, konnte er noch persönlich in Augenschein nehmen. Fortgeführt werden sollte die Arbeit Aurel Billsteins durch das Stadtarchiv und das NS-Dokumentationszentrum der Stadt Krefeld.
Aurel Billstein verstarb am 12. Februar 1996.

## Auszeichnungen
Für seine Verdienste um die Aufarbeitung der NS-Zeit erhielt Aurel Billstein 1986 das Stadtsiegel der Stadt Krefeld, 1990 wurde er Ehrenbürger seiner Heimatstadt. 1991 wurde er mit dem Bundesverdienstkreuz I. Klasse ausgezeichnet. Bei der Trauerfeier nach seinem Tod 1996 hielten der damalige Krefelder Oberbürgermeister Dieter Pützhofen und Alt-Oberbürgermeister Willi Wahl jeweils eine Rede. An die Familie Billstein erinnert heute die „Paula-Billstein-Straße“ in der Nähe des Hauptbahnhofs und des Kulturzentrums "Fabrik Heeder" und die Schriftenreihe der NS-Dokumentationsstelle, die „Edition Billstein“.
Die IG Metall veranstaltete eine Gedenkfeier zu seinem 100. Geburtstag in der Museumsscheune in Krefeld-Linn. Es sprach der Publizist Eckhart Spoo „Zur Aktualität eines Jahrhundertlebens“.